# Dresden Fernsehen
Sachsen Fernsehen Dresden (Dresden Fernsehen) ist ein lokaler sächsischer Fernsehsender für den Ballungsraum Dresden.

## Geschichte
Erstmals ging er am 10. Juni 1996 als eigenständiges Programm auf Sendung, nachdem bereits seit 26. September 1994 regelmäßig über die Dresdner Frequenz von RTL (Regionalfenster 18:00–18:30 Uhr), später VOX, die Regionalsendung „Drehscheibe Dresden“ ausgestrahlt wurde. Anfangs bestand das Programm von Dresden Fernsehen aus der stündlich wiederholten Drehscheibe sowie einer Bildschirmzeitung mit Musik. 
Zwischenzeitlich wurde bis Ende 2002 ein gemeinsames Programm der sächsischen Ballungsraumsender (Dresden Fernsehen, Leipzig Fernsehen, Chemnitz Fernsehen) unter dem Namen Sachsen Fernsehen von der Sachsen Fernsehen GmbH & Co. Fernseh-Betriebs KG gestaltet. In dieser Zeit waren auch einige ältere Serien, wie z. B. „Ein Bayer auf Rügen“, und Filme der Kirch-Gruppe zu sehen. 
Die Sachsen Fernsehen GmbH & Co. Fernseh-Betriebs KG besaß bis Ende 2016 noch die Sendelizenz der Sächsischen Landesmedienanstalt für Lokalfernsehen in Dresden, hatte aber nach finanziellen Schwierigkeiten die Produktion auf regionale Partner übertragen. Bis Ende 2005 produzierte die Firma ElbTV Film und Fernsehproduktion GmbH die Programminhalte des Senders. Seit Januar 2006 wird das Programm von der Firma Fernsehen in Dresden GmbH produziert. Seit Anfang 2017 ist die Fernsehen in Dresden GmbH auch Inhaberin der Sendelizenz.  
Seit Januar 2017 ist die Fernsehen in Dresden GmbH außerdem für das tonlose Fahrgast-TV in den Dresdner Straßenbahnen verantwortlich. Darüber werden täglich rund 231.000 Fahrgäste erreicht.   

## Derzeitige Sendungen im Programm
Derzeit sind u. a. folgende Sendungen im Programm von Dresden Fernsehen zu sehen:
- Drehscheibe Dresden – 20-30 minütiges Regionalmagazin mit tagesaktuellen Nachrichten aus Dresden und Umgebung
- Drehscheibe Extra – 20-30-minütige Werbesendung, in der Unternehmen und Produkte aus der Region vorgestellt werden.
- Nachtschicht – 20-30 minütige Magazinsendung mit Prominenten Gästen
- Mitkoch-Show – 20-30 minütige Kochsendung mit anschließender Expertenbewertung

Und jeden 4. Freitag gibt es um 21 Uhr die Live-Talk-Sendung "The Show must go on".
Der Regionalfernsehverbund Sachsen Fernsehen (Chemnitz, Dresden, Leipzig) sendete ab dem 1. Januar 2007 täglich Sendefenster mit dem Programm des umstrittenen Gewinnspielsenders 9Live. Der „Mitmachsender“ war täglich von 12:00 bis 17:00 Uhr sowie montags bis freitags von 23:30 bis 2:00 Uhr und am Wochenende von 22:00 bis 2:00 Uhr zu sehen (Quelle: kress.de).

## Empfang
Zu empfangen ist Dresden Fernsehen in den digitalen Kabelnetzen von u. a. Pÿur und Vodafone Kabel Deutschland sowie über Internet-Livestream.